# 冷卻池
冷却池是一个人造的水体，主要是为了冷却加热的水，或者專門用來储存和供应冷却水给附近的发电厂或工业设施使用，如煉油廠、造纸厂、化學工廠、煉鋼廠或冶炼厂。